# Quelqu'un de l'intérieur
Albums de Francis Cabrel
Carte postale
(1981) Cabrel public
(1984)
Singles
1. La fille qui m'accompagne
Sortie : 1983
2. Saïd et Mohamed
Sortie : 1983
3. Question d'équilibre
Sortie : 1984

Quelqu'un de l'intérieur est le cinquième album studio de Francis Cabrel, sorti en 1983 sur le label CBS. 
Il est certifié double disque de platine pour plus de 600 000 exemplaires vendus.

## Liste des titres
Paroles et musique de Francis Cabrel, sauf indications contraires. 
| No  | Titre                     | Auteur                                    | Durée |
| --- | ------------------------- | ----------------------------------------- | ----- |
| 1.  | Question d'équilibre      | Francis Cabrel, Georges Augier de Moussac | 3:45  |
| 2.  | La fille qui m'accompagne |                                           | 4:29  |
| 3.  | Le temps s'en allait      |                                           | 5:07  |
| 4.  | Édition spéciale          |                                           | 3:27  |
| 5.  | Saïd et Mohamed           |                                           | 3:48  |
| 6.  | L'enfant qui dort         | Francis Cabrel, Georges Augier de Moussac | 3:48  |
| 7.  | Leila et les Chasseurs    |                                           | 4:17  |
| 8.  | Dame d'un soir            | Francis Cabrel, Georges Augier de Moussac | 4:13  |
| 9.  | Quelqu'un de l'intérieur  |                                           | 3:37  |
| 10. | Les Chevaliers cathares   |                                           | 3:40  |

## Musiciens
- Francis Cabrel: guitare, chant
- René Lebhar: guitares
- Luis Jardim: basse
- Jean-Yves Bikialo: claviers
- Roger Secco: batterie
- François Porterie, Martine Cabrel: chœurs

## Musiciens additionnels
- Jean-Pierre Bucolo:  guitare slide (2,4)
- Isaac Guilory: guitare acoustique, guitare nylon (3)
- Georges Augier de Moussac: basse,  guitares (8)
- Claude Salmieri: batterie (4)
- Pierre Teodori: arrangements cordes (6)
- Roger Loubet: arrangements de cuivres (8), arrangements de cordes (10)

## Crédits
- Enregistré à Toulouse au Studio Condorcet par François Porterie
- Mixé à Paris au Studio du Palais des Congrès par Tevor Vallis, Jean-Michel Porterie et Manu Guiot
- Photos : Patrick Soubiran
- Pochette : Guy Bariol (CBS)
- Direction musicale : Georges Augier de Moussac
- Direction artistique : Guy Pons
- Production et édition : Chandelle

## Charts & certification
| Pays   | Ventes    | Certification | Date |
| ------ | --------- | ------------- | ---- |
| France | 600 000 + | 2 × Platine   | 1995 |

- Canada, or, 50 000, 01/02/1985[2]